# Кох, Марианна
Марианна Кох (нем. Marianne Koch, род. 19 августа 1931) — немецкая актриса, наиболее известная по своим ролям в приключенческих фильмах и спагетти-вестернах 1960-х годов.

## Биография
Марианна Кох родилась в Мюнхене 19 августа 1931 года. Её карьера в кино началась в 1950 году и за последующие 20 лет она появилась в 65 кинокартинах. В Германии она стала популярна благодаря успешному шоу «Was bin ich?». Помимо работ на родине она знакома зрителям по таким фильмам как «Ночные люди» (1954), где она играла вместе с Грегори Пеком и знаменитому спагетти-вестерну Серджо Леоне «За пригоршню долларов» (1964).
Её карьера в кино завершилась в 1971 году, после чего на экранах она появлялась лишь в качестве гостьи в различных ток-шоу и передачах.
После этого она занялась медицинскими исследованиями, которыми увлеклась ещё в начале 1950-х годов. В 1974 году Кох получила степень доктора медицины и практиковала в Мюнхене до 1997 года. В эти годы она также была ведущей собственной медицинской программы на радио.
От врача Герхарда Фройнда, с которым она была в браке с 1953 по 1973 год, Марианна родила двоих сыновей.